# دقة بن عيسى

تعديل مصدري - تعديل

دقة بن عيسى هي إحدى قرى عزلة القارة بمديرية رصد التابعة لمحافظة أبين، بلغ تعداد سكانها 74 نسمة حسب تعداد اليمن لعام 2004.